# Pinnbröd

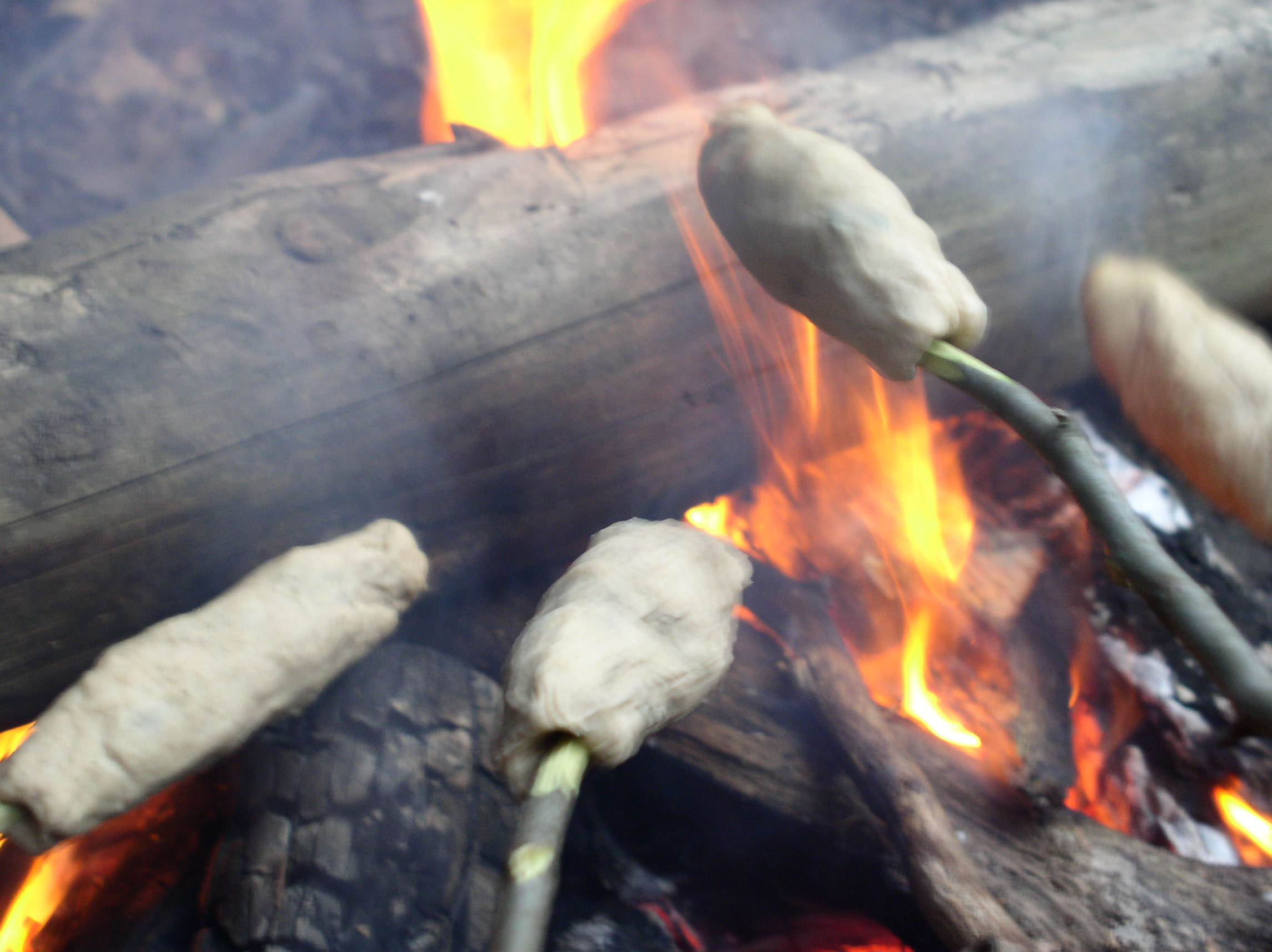
Pinnbröd över en öppen eld.

Pinnbröd är grillat bröd på pinne, som ofta äts i samband med korvgrillning utomhus. Degen brukar bestå av vetemjöl, bakpulver, salt och vatten, men detta kan varieras. Degen, som man kan förbereda i förväg och ha med sig i en plastpåse, rullas ut till långsmala remsor som man sedan ringlar runt en pinne som man håller ovanför glöden tills den gräddats. Originalreceptet till pinnbröd är endast mjöl, salt och vatten.